# Krickenbach
 Krickenbach là một xã ở huyện Kaiserslautern, bang Rheinland-Pfalz, phía tây nước Đức. Xã Krickenbach có diện tích 10,02 km².